# Coupe d'Azerbaïdjan de football 2022-2023
Navigation
Coupe d'Azerbaïdjan 2021-2022 Coupe d'Azerbaïdjan 2023-2024
La Coupe d'Azerbaïdjan 2022-2023 est la 31e édition de la Coupe d'Azerbaïdjan depuis l'indépendance du pays. Elle prend place entre le 22 novembre 2022 et le 2 juin 2023.
Un total de 14 équipes participe à la compétition, soit les dix clubs de la première division 2022-2023 auxquels s'ajoutent quatre équipes du deuxième échelon.
Le vainqueur de la coupe se qualifie pour le deuxième tour de qualification de la Ligue Europa Conférence 2023-2024.

## Premier tour
Le premier tour concerne huit des dix équipes de la première division auxquelles s'ajoutent les quatre clubs du deuxième échelon.
| Date             | Locaux                    | Score | Visiteurs              |
| ---------------- | ------------------------- | ----- | ---------------------- |
| 22 novembre 2022 | Qabala FK (D1)            | 2 - 1 | (D2) Araz Nakhitchevan |
| 22 novembre 2022 | MOIK Bakou (D2)           | 0 - 4 | (D1) Sabail FK         |
| 22 novembre 2022 | Sabah FC (D1)             | 5 - 0 | (D2) Qaradağ FK        |
| 22 novembre 2022 | Energetik Mingəçevir (D2) | 0 - 2 | (D1) Zirə FK           |
| 22 novembre 2022 | Shamakhi FK (D1)          | 0 - 1 | (D1) Turan Tovuz       |
| 23 novembre 2022 | Kapaz PFC (D1)            | 1 - 0 | (D1) FK Sumgayit       |

## Quarts de finale
Les matchs aller sont disputés les 8 et 9 décembre 2022, et les matchs retour les 19 et 20 décembre suivants. Les deux équipes restantes du premier échelon, le Neftchi Bakou et le Qarabağ FK, font leur entrée en lice lors de cette phase.
| Équipe 1        | Score | Équipe 2           | Aller | Retour |
| --------------- | ----- | ------------------ | ----- | ------ |
| Zirə FK (D1)    | 2 - 3 | (D1) Neftchi Bakou | 1 - 0 | 1 - 3  |
| Qarabağ FK (D1) | 2 - 3 | (D1) FK Qabala     | 2 - 2 | 0 - 1  |
| Kapaz PFC (D1)  | 3 - 4 | (D1) Turan Tovuz   | 1 - 2 | 2 - 2  |
| Sabail FK (D1)  | 4 - 2 | (D1) Sabah FC      | 3 - 2 | 1 - 0  |

## Demi-finales
Les matchs aller sont disputés le 19 avril 2023, et les matchs retour le 27 avril suivant.
| Équipe 1         | Score | Équipe 2           | Aller | Retour |
| ---------------- | ----- | ------------------ | ----- | ------ |
| Turan Tovuz (D1) | 1-2   | (D1) Neftchi Bakou | 1 - 0 | 0-2    |
| FK Qabala (D1)   | 4-2   | (D1) Sabail FK     | 3 - 2 | 1-0    |

## Finale
| Finale      | Neftchi Bakou (D1) | 0 – 1 ap              | FK Qabala (D1)        | Nouveau stade de Sumqayıt, Sumqayıt |  |
| 3 juin 2023 |                    | (0 – 0, 0 – 0, 0 – 1) | 102e Isnik Alimi (en) |                                     |  |